# Langona redii
Langona redii là một loài nhện trong họ Salticidae.
Loài này thuộc chi Langona. Langona redii được Jean Victor Audouin miêu tả năm 1826.